# Византијска гробница код Јагодинмалског моста
Византијска гробница код Јагодинмалског моста налази се у Нишу и проглашена је за непокретно културно добро као споменик културе Србије.

## Опште информације
Мартиријум је правоугане основе, саграђен од опека и омалтерисан водонепропусним малтером. Унутрашњост је подељена на четири аркосолијума засведене бачвастим сводом, унутар којих су полагани покојници. Аркосолији су били ограђени оградом од масивних камених плоча, чије основе се виде и данас. На западном зиду мартиријума су три нише од којих је средишња највиша. Много касније уз источну страну мартиријума ископана је тробродна базилика. Базилика је хеленистичког типа. Зидана је наизменичном употребом камена и опеке. Унутрашње зидне површине базилике биле су прекривене мозаиком, мермерном оплатом, живописом. Године 1962. године је ранохришћански дечији саркофаг од олова испред улаза у мартиријум. Базилика мученика у Нишу пружа прилику да се прати развој архитектонске форме и укаже на који начин су грађевине образовале култ мученика и светог места, где је настао и развио се култ мученика.